# Пиргос (Кипр)
Пиргос — небольшой город на Кипре. Официально состоит из двух деревень: Като Пиргос (греч. Κάτω Πύργος) и Пано Пиргос (греч. Πάνω Πύργος). Население около 3000 жителей. Пиргос является единственным городом из находящихся в заливе Морфу, контролируемым правительством Республики Кипр. Благодаря своему расположению, в окружении гор Троодос, турецкого эксклава Коккина и «зеленой линии», это изолированный и труднодоступный район, поэтому туристический сезон проходит только в августе во время летних каникул. На «зелёной линии» около Като Пиргос запланировано создание контрольно-пропускного пункта для облегчения поездок в Никосию, но эти планы пришлось отложить на некоторое время.